# Мануйловичи
Мануйловичи (укр. Мануйлович) — русский дворянский род.
Потомство Мануила, жившего в конце XVII в. Род угасший.
- Иван Мануилович Мануйлович (? — ок. 1740) — генеральный есаул Войска Запорожского.

## Описание герба
В золотом поле чёрная опрокинутая и перекрещенная стрела с развёрнутым надвое перьем.